# Агінське (Красноярский край)
Агінське (рос. Шушенское) — село в Росії, у Красноярському краї, адміністративний центр Саянського району. Населення - 5584 осіб.

## Географія
Розташоване на березі річки Анжа за 40 км від залізничної станції Саянська (вузол ліній на Абакан, Тайшет та Уяр).

## Історія
Засноване засланцями поселенцями в 1829 році. У селі є краєзнавчий музей..